# Universitat de Cenderawasih
La Universitat de Cenderawasih o Universitat Cenderawasih (en indonesi: Universitas Cenderawasih o Uncen) és una universitat de Jayapura, província de Papua, Indonèsia. La universitat és la principal institució educativa de la província i hi estudien entre 6.000 i 7.000 alumnes.

## Facultats
La universitat compta amb facultats d'economia, dret, formació de professors i educació, medicina, enginyeria i ciències socials i polítiques. Fins a 2002 la universitat tenia una facultat de ciències agrícoles en Manokwari, que després es va separar per a formar la Universitas Negeri Papua. La universitat està dividida en dues àrees: principalment el "Kampus lama" (antic campus) que està en el suburbi d'Abepura en Jayapura i el "Kampus baru" (nou campus) que està en el vessant de la vall de Waena.

## Alumni
Entre els coneguts exalumnes de la universitat es troba John Rumbiak, qui va fundar l'organització de drets humans 'Lembaga Studi dan Advokasi Hak Asasi Manusia' o ELS-HAM (traduït al català seria l'Institut d'Estudis i Defensa dels Drets Humans) en Jayapura. El governador de la província de Papua, Barnabas Suebu, i el futbolista indonesi, Boaz Solossa, van començar la seva educació superior en la universitat.